# Parathelypteris pauciloba
Parathelypteris pauciloba är en kärrbräkenväxtart som beskrevs av Ren-Chang Ching och Shing. Parathelypteris pauciloba ingår i släktet Parathelypteris och familjen Thelypteridaceae. Inga underarter finns listade.